# Akademiska senaten
Akademiska senaten är ett organ vid Uppsala universitet vars uppgift är att föra en diskussion om mer långsiktiga planer för universitetet. Senaten består av 48 lärare och 20 studenter. Utöver ledamöterna närvarar även universitetsledningen, rektor, prorektor och universitetsdirektören. 
Senaten har enligt sin instruktion till uppgift att föra en diskussion om och framföra synpunkter på:
- mål- och strategiarbete för universitetets verksamhet samt samverkan med det omgivande samhället
- regeringens propositioner rörande högskolan
- universitetets organisation
- forsknings- och utbildningspolitiska frågor av vikt för Uppsala universitet.